# Tetramerium langlassei
Tetramerium langlassei är en akantusväxtart som beskrevs av Happ. Tetramerium langlassei ingår i släktet Tetramerium och familjen akantusväxter. Inga underarter finns listade i Catalogue of Life.